# Margarita de Lisarea
Margarita, señora de Lisarea fue la señora del feudo de Lisarea en el Principado de Acaya alrededor de 1276.
Su identidad es oscura, ya que se sabe muy poco acerca de ella. El medievalista alemán del siglo XIX Karl Hopf propuso una genealogía reconstruida, por lo que ella era la hija de Guibert de Cors y Margarita de Nully, junto con un hipotético hermano, Guillermo. Hopf propuso además que Margarita se casó primero con Payen de Stenay, que está atestiguado en la venta de una parte de las tierras de los Cors en 1280, y después, en 1287-1289, como su segundo marido, Godofredo II de Briel.
El académico francés Antoine Bon, sin embargo, rechazó la hipótesis de Hopf, señalando que muchos suposiciones se posaban en meras conjeturas: los únicos hechos ciertos, según Bon, son que en 1276, Margarita poseía el feudo de Lisarea, que era prima de Gutierre de Rosières, y que se casó con Godofredo II, con quien tuvo una hija.